# Wilfrid May
Wilfrid Reid May dit « Wop », né le 20 mars 1896 à Carberry et décédé à Provo dans l'Utah le 21 juin 1952, est un pilote d'avion ayant opéré sur le front Ouest lors de la première Guerre mondiale. Il affronta le baron Manfred von Richthofen, dit le « baron rouge », lancé à sa poursuite[réf. nécessaire] mais qui est tué le 21 avril 1918. May aurait pu être sa 81e victime, mais il devient plutôt l'un des meilleurs pilotes[réf. nécessaire] de brousse du Canada pendant l'après-guerre, remportant le trophée McKee en 1929. 
Pendant la Seconde Guerre mondiale, il contribue à la mise sur pied du programme d'entraînement aérien du commonwealth et est un pionnier des techniques de recherche et de sauvetage aériens.